# Franciscus Josephus Cuypers
Franciscus Josephus Cuypers/Cuijpers (Echt, 1 maart 1901 – 1 december 1985) was een Nederlands politicus.
Hij werd geboren als zoon van Joannes Henricus Cuijpers (1870-1960; schoenmaker) en Wilhelmina Janssen (1867-1944). Hij was werkzaam bij de gemeentesecretarie van Echt voor hij midden 1933 de gemeentesecretaris van Heythuysen werd als opvolger van L.M. Kirkels die burgemeester van Horn was geworden. In 1946 werd Cuypers de burgemeester van Maasbracht en in 1949 keerde hij terug naar Echt als burgemeester van die gemeente. In april 1966 ging hij met pensioen en eind 1985 overleed hij op 84-jarige leeftijd.